# Mường So
Mường So là một xã thuộc huyện Phong Thổ, tỉnh Lai Châu, Việt Nam.

## Địa lý
Xã Mường So nằm ở trung tâm huyện Phong Thổ, có vị trí địa lý:
- Phía đông giáp xã Nậm Xe
- Phía tây giáp thị trấn Phong Thổ
- Phía nam giáp xã Lản Nhì Thàng và huyện Sìn Hồ
- Phía bắc giáp xã Khổng Lào.

Xã có diện tích 37,97 km², dân số năm 2004 là 3.226 người, mật độ dân số đạt 85 người/km².

## Lịch sử
Ngày 10 tháng 10 năm 2004, Chính phủ ban hành Nghị định 176/2004/NĐ-CP. Theo đó, thành lập thị trấn Phong Thổ, thị trấn huyện lỵ huyện Phong Thổ trên cơ sở 100 ha diện tích tự nhiên của xã Hoang Thèn, 3.495,20 ha diện tích tự nhiên và 2.715 người của xã Mường So và 1.350 người (là cán bộ, công nhân viên chức các cơ quan, đơn vị của huyện) trên địa bàn.
Sau khi điều chỉnh địa giới hành chính, xã Mường So còn lại 3.796,80 ha diện tích tự nhiên và 3.226 người.
Hàng năm cứ đến rằm tháng 9 âm lịch, sau khi thu hoạch lúa mùa xong bà con người dân tộc Thái ở xã Mường So huyện Phong Thổ lại nô nức tổ chức lễ hội cốm mới để tạ ơn các vị thần linh đã ban cho vụ mùa bội thu.